# Gornji Prisjan
Gornji Prisjan (cyr. Горњи Присјан) – wieś w Serbii, w okręgu jablanickim, w gminie Vlasotince. W 2011 roku liczyła 163 mieszkańców.